# Graveyard Classics IV: The Number of the Priest
Graveyard Classics IV - The Number of the Priest è il quarto album di sole cover registrato dai Six Feet Under.
In questa quarta raccolta le cover costituiscono un tributo ai Judas Priest (tracce 01-05) e agli Iron Maiden (tracce 06-11).

## Tracce
Side A (tributo Judas Priest)
1. Night Crawler
2. Starbreaker
3. Genocide
4. Invader
5. Never Satisfied

Side B (tributo Iron Maiden)
1. Murders In The Rue Morgue
2. Prowler
3. Flash Of The Blade
4. The Evil That Men Do
5. Stranger In A Strange Land
6. Total Eclipse